# 陈士棻
陈士棻（？—？），清朝政治人物。
光緒元年，接替徐景福任娄县知县一职，1875年由徐景福接任。